# Кэвендиш, Томас
Сэр Томас Кэвендиш, или Кавендиш (англ. Thomas Cavendish; 19 сентября 1560, Тримли-Сент-Мартин, Англия — после 20 мая 1592, возможно, остров Вознесения в Атлантическом океане) — английский мореплаватель, исследователь, приватир и капер. Получил прозвище «Навигатора» (англ. The Navigator).

## Биография

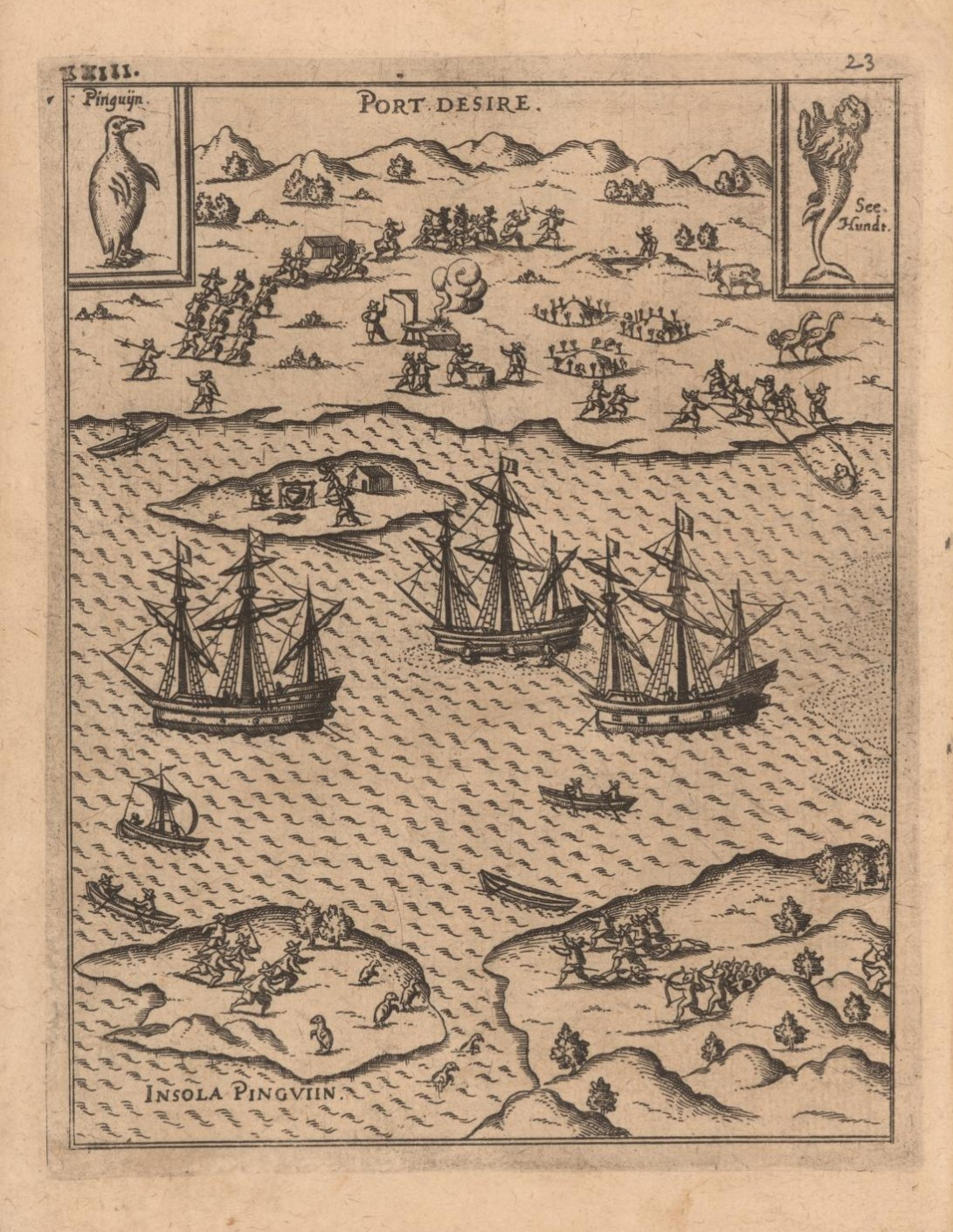
Корабли Кэвендиша у Пуэрто-Десеадо. Гравюра Левинуса Хульсиуса, 1598 г.

### Молодые годы

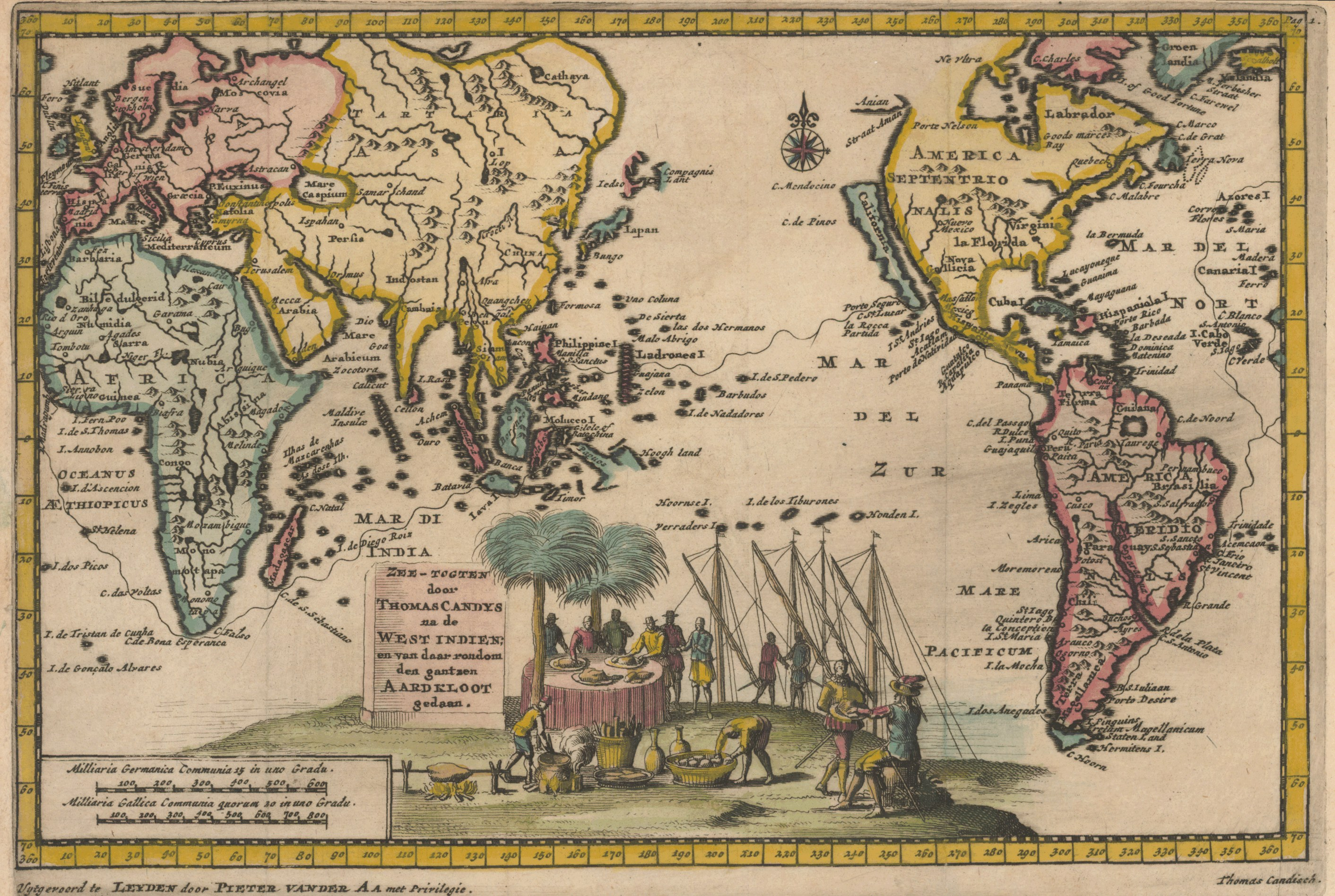
Карта тихоокеанских плаваний Кэвендиша, изданная в 1707 году Питером ван дер Аа

Родился 19 сентября 1560 года в родовом поместье Гримстон-Холл в приходе Тримли-Сент-Мартин близ Ипсуича (графство Суффолк), в семье местного эсквайра Уильяма Кэвендиша. В возрасте 12 лет лишился отца и  унаследовал его поместье, переданное под опеку барона Томаса Уэнтворта. В 15 лет поступил с помощью последнего в колледж Корпус Кристи в Кембридже, где изучал право, но в ноябре 1577 года прервал там своё обучение, так и не окончив курса и не получив диплома. В начале 1578 года объявился в Лондоне, продолжив свою подготовку в Грейс-Инне, но вскорости подорвал свою репутацию разгульной жизнью и расточительством.
Растратив почти всё отцовское наследство и прослышав о славе Фрэнсиса Дрейка, совершившего в 1577—1580 годах второе кругосветное плавание и вернувшегося с богатой добычей, предпочёл адвокатской практике морскую карьеру, поступив в 1581 году на службу в английский военный флот. Уволившись в 1583 года со службы, вновь оказался в стеснённых обстоятельствах, попав под суд за неуплату долгов.
В 1584 году был избран членом парламента от Шефтсбери в графстве Дорсет, а в 1585 году сопровождал сэра Ричарда Гренвилля в его плавании в Виргинию, приняв участие в захвате и ограблении нескольких испанских судов. В начале 1586 года вернулся в Англию с богатством, после чего избран был членом парламента от Уилтона а графстве Уилтшир.
Очередные финансовые затруднения подтолкнули его к мысли заняться каперством, отправившись с этой целью в кругосветное плавание. Продав остатки отцовского имения, приобрёл для этих целей два небольших корабля, 29-пушечный «Желание» (англ. Desire) водоизмещением 120 тонн и 20-пушечный «Удовлетворение» (англ. Content) водоизмещением в 60 тонн, а от своих компаньонов получил деньги на третье небольшое судно, 40-тонный «Красавчик Хью» (англ. Hugh Gallant). Подобрав экипаж из 123 бывалых матросов и солдат, часть которых уже плавали с Дрейком, и получив от последнего ряд ценных морских карт, вышел 22 июля 1586 года из Плимута в открытое море.

### Экспедиция

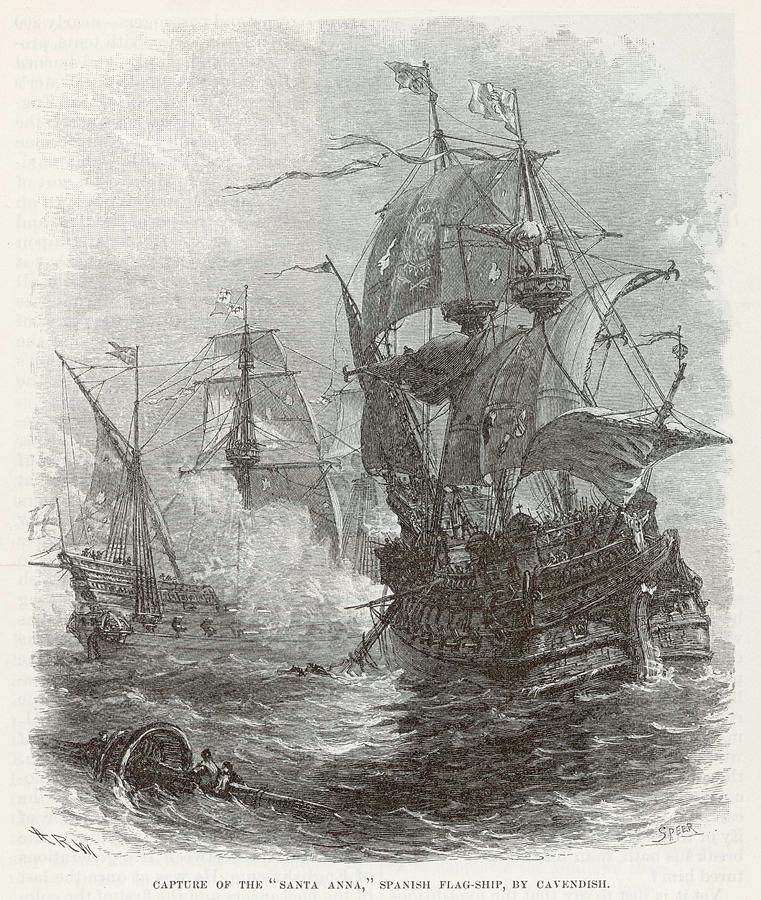
Захват Кэвендишем испанского галеона «Санта-Анна». Илл. из американского журнала «Harper’s Magazine», XIX век

Кэвендиш стал третьим в истории мореплавателем, отважившимся совершить путешествие вокруг земного шара. Его экспедиция преследовала две цели — нанесение на карты Её Величества неизвестных островов, течений и ветров, а также грабёж, как морской, так и береговой.
Наиболее подробными источниками о ней являются анонимное «Достопамятное и знаменитое путешествие мастера [кораблевождения] Томаса Кавендиша, совершившееся вокруг земного шара в течение двух лет и менее чем двух месяцев» (Лондон, 1589) и «Удивительное и успешное путешествие досточтимого мистера Томаса Кавендиша из Тримли в графстве Суффолк, эсквайра, в Южное море, а оттуда вокруг всей Земли, начавшееся в 1586 году от Рождества Христова и законченное в 1588 году», принадлежащее перу Френсиса Претти, земляка Кэвендиша из Суффолка (Лондон, 1599—1600). Оба автора, несомненно, пользовались судовым журналом Кэвендиша, причём второй совершил путешествие вместе с ним. Дополнительные сведения содержит второе издание «Книги путешествий» Ричарда Хаклюйта (Лондон, 1598—1600), который был женат на родственнице мореплавателя.
Известно, что миновав Канарские острова, Кэвендиш сделал первую остановку в Сьерра-Леоне, где 26 августа 1586 года потерял одного матроса, в отместку за что во главе семидесяти головорезов разорил и сжёг деревню туземцев. Ненадолго задержавшись у одного из островов Зелёного мыса, он направился в сторону Бразилии, высадившись 1 ноября на небольшом острове Сан-Себастьян.
17 декабря он зашёл в устье реки Рио-Десеадо на юге современной Аргентины и пробыл там десять дней. Местную удобную бухту, где позже возник город Пуэрто-Десеадо, он назвал «Портом желания» (англ. Port Desire), рассказывая позже, что встретил близ неё гигантов-патагонцев ростом в пять локтей, или семь с половиной футов (около 228 см).
6 января 1587 года корабли Кэвендиша вошли в Магелланов пролив, где обнаружили вымирающую от голода испанскую колонию Сьюдад-дель-Рей-Фелипе, взяв на борт 23 её полуживых жителя и прихватив в качестве трофея шесть пушек. Англичане назвали это злосчастное место «Портом голода» (англ. Port Famine), или «Голодной бухтой». 14 января Кэвендиш вошёл в проливы, плавание через которые заняло у него шесть недель. «Мы рисковали, — писал его спутник Претти, — лучшими своими канатами и якорями, которые должны были удерживать, так как если бы мы их лишились, то оказались бы в опасности быть выброшенными на берег и погибнуть там от голода». «Целый месяц, — добавляет он, — мы питались одними мышами, моллюсками, пернатыми и всем, что могли поймать на берегу, ежедневно рыская, подобно птицам небесным, в поисках пищи, под непрекращавшимся дождем».
24 февраля 1587 года Кавендиш вышел, наконец, в Тихий океан, но до 30 марта курсировал вдоль чилийского побережья, достигнув залива Кинтеро севернее Вальпараисо. Здесь англичане встретили трёх конных испанцев, но когда они направили для переговоров с ними Эрнандо, одного из спасённых в Сьюдад-дель-Рей-Фелипе, последний бежал к своим землякам, предупредив местные власти о непрошеных гостях. 1 апреля отряд пиратов, высадившийся для пополнения запасов пресной воды, внезапно атакован был двумя сотнями всадников, в завязавшемся сражении англичане потеряли 12 человек, испанцы — 25. Спустя две недели Кэвендиш с двумя кораблями остановился в Монте-Морено, а через несколько дней достиг Арики, где дождался прибытия команды «Удовлетворения», которая нашла в четырнадцати милях к югу 300 бочек кастильского вина, спрятанных в песке.
Близ Арики Кэвендиш сжёг три барка и корабль водоизмещением в 100 тонн, который местные жители отказались выкупить в обмен на взятых в плен в Кинтеро англичан. 25 и 27 апреля Кэвендиш перехватил ещё два барка, плывших из Сантьяго в Лиму, причём на борту второго находился посланец с донесением вице-королю Перу о действиях пиратов. Испанец успел выбросить письмо за борт, но вынужден был под пыткой раскрыть его содержание. Англичане перебили пленных, оставив в живых лишь нескольких, включая лоцмана, который, по словам Претти, был греком, но это не помогло, так как слухи о пиратах всё равно стремительно распространялись на север и фактор неожиданности был упущен.
5 мая Кэвендиш достиг островов Чинча у юго-западного побережья Перу, а 17 мая захватил близ них три больших судна, одно из которых нагружено было ценными товарами. Поместив в трюмы своих кораблей столько, сколько могли увезти, пираты сожгли остальное вместе с захваченными судами. 25 мая Кэвендиш высадился на остров Пуна в заливе Гуаякиль у берегов Эквадора, где пробыл одиннадцать дней, вытащив «Желание» и «Довольство» на берег для кренгования. В отместку за нападение испанцев на отряд англичан-фуражиров, он разграбил местное поселение и сжёг стоявший на якоре галеон, отличавшийся богатым убранством. Претти с восхищением описывает богатства и красоту жены губернатора острова, а также роскошь его дома, убранного драпировками из «кордовской кожи, полностью вызолоченной и весьма причудливо раскрашенной». 7 июня Кэвендиш остановился в Рио-Дульсе, недалеко от экватора на севере Эквадора, где вынужден был затопить свой самый маленький корабль «Красавчик Хью» из-за нехватки людей для экипажа.
12 июня 1587 года пираты повторно пересекли экватор и крейсировали в водах Мексики вплоть до ноября, поджидая 700-тонный манильский галеон «Санта-Анна», на котором, по сведениям, полученным от шкипера захваченного ими 9 июля у гватемальских берегов 120-тонного балластного судна, перевозилась в Мадрид годовая добыча золота. На другом корабле пленён был испанский кормчий Мигель Санчес, который после пыток сообщил пиратам примерное время прибытия галеона и его маршрут. 28 июля Кэвендиш разорил мексиканский порт Санта-Мария-Уатулько, остановившись в нём на пять дней, 24 августа сжёг Пуэрто-де-Нативидад, а 27 сентября достиг мыса Сан-Лукас на юге Калифорнии.
Утром 14 ноября каперы захватили, наконец, «Санта-Анну», команда которой оказала упорное сопротивление и выкинула белый флаг лишь после того, как борта корабля были буквально изрешечены английскими ядрами. На галеоне оказалось золота и жемчуга на сумму в 122 000 песо, а также груз шёлка и атласа. На галеоне пираты захватили также нескольких пленников, среди которых оказалось двое молодых крещёных японцев, трое мальчиков из Манилы, одного их которых взяла позже в Англии на воспитание графиня Эссекс, испанский лоцман с Филиппин Томас де Эрсола, а также миссионер-португалец Николау Родригеш из Кантона, владевший ценной картой, использованной позже Хаклюйтом в своём труде. Повесив на рее плывшего на галеоне испанского священника Хуана де Альмендариса, Кэвендиш взял себе восьмую часть добычи, а оставшуюся поделили между остальными, причём большая часть досталась команде адмиральского корабля. Недовольная этим команда второго корабля «Удовлетворение» вышла из повиновения адмиралу и в конце ноября дезертировала.
Успешно совершив переход через Тихий океан, англичане посетили 8 января 1588 года остров Гуам, а затем Филиппины, где завязали дружбу с туземцами, ненавидевшими испанцев. Однако после того как 15 января пришлось повесить лоцмана Эрсолу, тайно передавшему на берег донесение для испанских властей, от планов напасть на сильно укреплённый после японо-китайского рейда 1574 года манильский форт пришлось отказаться, ограничившись угрожающим посланием местному губернатору. Миновав Молуккские острова, пираты оказались 1 марта вблизи острова Ява, где добыли большой груз перца и гвоздики. Корабль был загружен полностью, и 16 марта Кэвендиш отправился к мысу Доброй Надежды. Бросив 8 июня первым из англичан якорь у острова Святой Елены, он отдохнул на нём двенадцать дней, и 20 июня взял курс на Англию, встретив 3 сентября у мыса Лизард фламандское судно, команда которого сообщила ему о разгроме Непобедимой Армады.
9 сентября 1588 года Кэвендиш подошёл к Плимуту на единственном уцелевшем корабле «Желание». Третье кругосветное путешествие продолжалось два года и пятьдесят дней — это был рекорд скорости, державшийся в течение двух веков. На родину вернулось 50 человек, что было для тех времён едва ли не рекордом. Сверх того, англичане получили подробнейшие карты кратчайшего пути — с точными расстояниями, очертаниями берегов, проливов, бухт, мест якорной стоянки, течениями, ветрами и т. д.

### Последнее плавание
Быстро промотав своё громадное богатство, Кэвендиш решил повторить кругосветное путешествие. 6 августа 1591 года он снова вышел из Плимута с флотилией из пяти кораблей, включая флагманский галеон «Лестер», старый и проверенный корабль «Желание», которым командовал прославившийся позже Джон Дейвис, а также три более мелких судна. Но экспедицию с самого начала преследовали неудачи, так как команду косили болезни, и значительная часть её была перебита на бразильском побережье индейцами и португальцами. Авторитет командующего был подорван, и вскоре Дейвис с «Желанием» дезертировал.
Оставив 20 больных моряков на знакомом ему уже острове Сан-Себастьян, Кэвендиш отправился на юг. Остановившись вновь в устье Рио-Десеадо, он вступил здесь в схватку с патагонскими индейцами, потеряв в ней ещё несколько человек. Предпринятая в декабре попытка снова пройти Магелланов пролив провалилась, так как разразился сильнейший шторм, а обещавший свою помощь лоцман-португалец Гашпар Жорже, подобранный в Кабу-Фриу, оказался предателем, за что был повешен, после чего Кэвендиш вынужден был повернуть в сторону Фолклендских островов. Вскоре после 20 мая 1592 года он скончался от сердечного приступа в возрасте неполных 32 лет, и был похоронен в океане близ маленького острова Вознесения. Из 76 человек, отправившихся с ним в плавание, лишь пятнадцать достигли в июне 1593 года ирландских берегов.